# Roman Markuszewicz
Roman Markuszewicz (ur. 30 marca 1894 w Warszawie, zm. 24 czerwca 1946 w Lublinie) – polski lekarz psychiatra, neurolog i psychoanalityk. Był autorem licznych prac, głównie psychoanalitycznych.

## Życiorys
Syn kupca Samuela Markuszewicza i Olgi z Bromaków (zm. 1911). Ukończył Gimnazjum Praskie, maturę zdał 19 czerwca 1913. Następnie studiował na Uniwersytecie w Heidelbergu (1913/1914), Uniwersytecie Warszawskim (1915/1916), Uniwersytecie Jagiellońskim (1915–1918) i na Uniwersytecie w Zurychu (1917–1921), gdzie uzyskał tytuł doktora medycyny 5 października 1921 na podstawie dysertacji Untersuchungen über die Zusammensetzung der Nukleoproteide aus menschlichem Gehirn sporządzonej pod kierunkiem Hermanna Eichhorsta. Podczas studiów pracował w Instytucie Badań Mózgu w Zurychu Constantina von Monakowa. W latach 1921–1924 pracował w klinice Juliusa Wagnera-Jauregga w Wiedniu i jako asystent w klinice neurologicznej u Emila Redlicha. W 1924 nostryfikował dyplom i praktykował jako neurolog i psychiatra w Warszawie. Od 1939 do 1941 ordynator Szpitala Psychiatrycznego w Choroszczy. Od 1945 wykładał psychiatrię na Wydziale Lekarskim Uniwersytetu Marii Curie-Skłodowskiej w Lublinie. 24 sierpnia 1945 habilitował się na podstawie pracy Rewizja podstawowego pojęcia freudyzmu. Zmarł w 1946 w Lublinie. Pochowany jest na Cmentarzu przy ul. Lipowej. Pośmiertnie odznaczono go Krzyżem Oficerskim Orderu Odrodzenia Polski.

## Wybrane prace
- Beitrag zum autistischen Denken bei Kindern. Internationale Zeitschrift für Psychoanalyse 6 (3), s. 248–252, 1920
- Untersuchungen über die Zusammensetzung der Nukleoproteide aus menschlichem Gehirn. Göttingen: L. Hofer, 1921
- Klinische Erfahrungen mit dem Phlogetan bei Tabes Parkinsonismus und multipler Sklerose. Wiener klinische Wochenschrift 36 (6), s. 105–107, 1923
- Ein Fall von progressiver Paralyse mit einer ungewöhnlichen Reaktion auf die Malariabehandlung. „Zeitschrift für die gesamte Neurologie und Psychiatrie”. 99 (1), s. 218–230, 1925. DOI: 10.1007/BF02878541.
- O różniczkowem rozpoznaniu osłupienia katatonicznego i histerycznego. Kwartalnik Kliniczny Szpitala Starozakonnych 4 (3), s. 153-165, 1925
- Zygmunt Freud. W 70. rocznicę urodzin. Nasz Przegląd 4 (127) s. 7 (9.5.1926)
- Myśl przewodnia psychoanalizy. Polska Gazeta Lekarska 5 (32/33), s. 614–615, 1926
- Urojenie chrztu w związku z kompleksem kazirodczym w przypadku schizofrenji. Warszawskie Czasopismo Lekarskie 3 (8), s. 357–361, 1926
- Psychoanaliza i jej znaczenie lecznicze. Warszawski Kalendarz Lekarski, 1926
- Wizel A., Markuszewicz R. Premiers résultats du traitement paludéen dans la schizophrénie. Encéphale 22, s. 669–680, 1927
- Wizel A., Markuszewicz R. Sprawozdanie z pierwszych prób leczenia schizofrenji zimnicą. Warszawskie Czasopismo Lekarskie 4 (7), s. 270–275, 1927
- Wizel A., Markuszewicz R. Drugie sprawozdanie z prób leczenia schizofrenji zimnicą. Gazeta Lekarska 7 (41), s. 744–746, 1928
- Mowa nad grobem Adama Wizla w imieniu asystentów oddziału psychjatrycznego. Kwartalnik Kliniczny Szpitala Starozakonnych 7 (4), s. 319–320, 1928
- Szczególny objaw w organicznych zaburzeniach pamięci. Warszawskie Czasopismo Lekarskie 21, s. 498–501, 1928
- Über ein besonderes Symptom der Gedächtnisstörung. „Zeitschrift für die gesamte Neurologie und Psychiatrie”. 113 (1), s. 761–769, 1928. DOI: 10.1007/BF02884526.
- O niedorozwiniętej postaci schizofrenii. Kwartalnik Kliniczny Szpitala Starozakonnych 7 (4), s. 351–362, 1928
- O zaburzeniu instynktu samozachowawczego w schizofrenji. Nowiny Psychjatryczne 6 (3/4), s. 298–314, 1929
- Wizel A., Markuszewicz R. Zweite Mitteilung uber die Versuche der Malariatherapie bei der Schizophrenie. Jahrbücher für Psychiatrie und Neurologie 46, s. 255–261, 1929
- Mesz N., Fliederbaum J., Markuszewicz R. Dwa przypadki achondroplazji. Polski Przegląd Radiologiczny 4 (3/4), s. 271-286, 1929
- O działalności naukowej ś.p. D-ra Adama Wizla. Medycyna 3, 1929
- Ueber die Störung des Selbsterhaltungstriebes bei der Schizophrenie. Jahrbücher für Psychiatrie und Neurologie 47, s. 50-65, 1930
- Ucieczka od choroby a instynkt samozachowawczy. Nowiny Psychjatryczne 7 (1/2), s. 34–58, 1930
- Flucht in die Krankheit und Selbsterhaltungstrieb. Jahrbücher für Psychiatrie und Neurologie 47, s. 149–170, 1930
- Rola popędu samozachowawczego w walce z alkoholizmem. Rocznik Psychjatryczny 16, s. 151-163, 1931
- Mesz N., Fliederbaum J., Markuszewicz R. Zwei Fälle von Achondroplasie. Acta Radiologica 12, s. 59-76, 1931
- Wstępny zarys psychopatologji popędu samozachowawczego. Rocznik Psychjatryczny 21, s. 233–244, 1933
- Infantylizm popędu samozachowawczego. Rocznik Psychjatryczny 22, s. 59–76, 1934
- Uwagi o organizacji fallicznej popędu seksualnego. Rocznik Psychjatryczny 24, s. 53–70, 1935
- Urogenitalismus; die dritte prägenitale Organisationsstufe des infantilen Sexualtriebes. Psychiatrische en Neurologische Bladen 40, s. 624–649, 1936
- Infantilismus des Selbsterhaltungstriebes. Jahrbücher für Psychiatrie und Neurologie  62, s. 249–263, 1936
- Rewizja podstawowego pojęcia freudyzmu. Kwartalnik Psychologiczny 8, s. 357–394, 1936
- Bemerkungen zur phallischen Organisationsstufe des Sexualtriebes. Schweizer Archiv für Neurologie und Psychiatrie 37, s. 77–88, 1936
- Freud Z. Wizerunek własny. Warszawa, 1936 (Ocena). Warszawskie Czasopismo Lekarskie 13 (20), s. 365, 1936
- Konflikt popędowy. Rocznik Psychjatryczny 29/30, s. 163–189, 1937
- Urogenitalizm, trzeci okres organizacji pregenitalnej infantylnego popędu seksualnego. Rocznik Psychjatryczny 26/27, s. 109–133, 1937
- Der Triebkonflikt. Psychiatrische en neurologische bladen 42, s. 462–493, 1938
- O „niekończącej się analizie” Freuda. Rocznik Psychjatryczny  34/35, s. 185–210, 1938
- Od sado-masochizmu do popędu śmierci (dalsza rewizja teorii freudowskiej). Kwartalnik Psychologiczny 10, s. 103–218, 1938
- Die unendliche Analyse Freud's. Schweizer Archiv für Neurologie und Psychiatrie 44 (1), s. 1–24, 1939
- Kryzys freudyzmu. Lublin, 1945
- Podstawy pojęciowe popędu zachowawczego. Medycyna Społeczna i Kliniczna 2, 25–41, 1945
- Idee wychowawcze w przeszłości a w rzeczywistości współczesnej. Myśl Współczesna 1, s. 354–371, 1946
- Psychiatria ogólna. Skrypt. Lublin: Stow. „Bratnia Pomoc” Studentów UMCS, 1947
- O nowy kierunek w psychologii. Rocznik Psychiatryczny 37 (1), s. 16–32, 1949
- Barbarzyńska likwidacja przez Niemców Szpitala Psychiatrycznego w Choroszczy. Rocznik Psychiatryczny 37 (1), s. 63–66, 1949
- Des nouveaux courants en psychopathologie. „Schweizer Archiv für Neurologie und Psychiatrie”. 75 (1-2), s. 132–147, 1955. PMID: 13311403.
- A miraculous escape. Recollection of a survival of the Holocaust. Beecroft (John Hammond), 1976
- Cudowne ocalenie. Wspomnienie o przetrwaniu zagłady. Przekład Tomasz Bilczewski, Anna Kowalcze-Pawlik. Wstęp Paweł Dybel. Kraków: Universitas, 2018